# Incidente a Vichy
Incidente a Vichy (Incident at Vichy) è un'opera teatrale del drammaturgo statunitense Arthur Miller, debuttata a New York nel 1964. Il dramma racconta di un gruppo di uomini detenuti nella Repubblica di Vichy in attesa di un'ispezione da parte dei militari tedeschi e della polizia francese per decretare la loro etnia d'origine. La pièce, che affronta i temi della natura umana, della paura e del senso di colpa, si interroga su come i nazisti abbiano potuto realizzare la Shoah con così poca resistenza.

## Trama
Un gruppo di uomini vengono detenuti dalla polizia della Repubblica di Vichy, ma non sanno per quale motivo. Molti di loro sono ebrei, con l'eccezione di un ROM e del principe austriaco Von Berg. Molti di loro sono fuggiti nella Repubblica di Vichy dal Nord della Francia, occupato dai nazisti. Pur comprendendo la loro situazione con agghiacciante chiarezza, gli uomini rifiutano di accettare quanto pericola essa sia e quali siano le motivazioni dietro alla loro prigionia. Lebeau, Monceau e Marchand si convincono di trovarsi nella centrale per un controllo routinario dei documenti, anche se Bayard, un comunista che potrebbe essere ebreo, prova ad avvertire i compagni di prigionia dei campi di concentramento e sterminio nazisti in Germania e Polonia. Bayard prova a risvegliare il sentimento politico dei compagni di prigionia, assicurando loro che l'unica speranza è in un futuro socialista. Ma i prigionieri rifiutano le argomentazioni del comunista, preferendo sperare per il meglio nell'inazione assoluta.
Un maggiore tedesco interroga lo psichiatra Leduc: entrambi sono veterani, ma il maggiore è rimasto invalido a causa degli scontri al fronte francese. Leduc prova a convincere il militare tedesco a liberarli, facendo leva sul fatto che il maggiore ritiene il compito che sta svolgendo al di sotto del suo rango. Ma il tedesco è inserito troppo profondamente all'interno di una catena di comando, al punto di aver perso la capacità di decidere autonomamente. Del resto sostiene che anche se aiutasse i prigionieri ad evadere, il risultato finale sarebbe irrilevante: per il maggiore il futuro è tetro, governato da un regime autoritario in cui l'individuo conta pochissimo. La mentalità dei cittadini francesi sembra confermare l'idea del maggiore: il ristoratore Ferrand, ad esempio, si rifiuta di testimoniare a favore di un suo dipendente e amico quando egli viene arrestato con il sospetto di essere ebreo.
Miller apportò diverse modifiche al testo dalla prima del 1964 al debutto londinese nel 1966. Nella prima versione del dramma, i prigionieri non tentano mai una fuga organizzata, ma Von Berg ottiene un lasciapassare per sfuggire alla cattura, che l'aristocratico però offre a Leduc perché l'analista ebreo si salvi dall'Olocausto. La stesura del 1966, invece, evidenzia come l'indifferenza e l'egoismo della popolazione abbia aiutato i nazisti a compiere il genocidio ebraico e Miller eliminò l'altruistico gesto di Von Berg dal testo per evitare di minare le fondamenta ideologiche della sua opera.

## Storia degli allestimenti
Incidente a Vichy fece il suo debutto a Broadway il 3 dicembre 1964 e rimase in cartellone all'ANTA Washington Square Theatre per 99 repliche fino al 7 maggio 1965. Harold Clurman curava la regia e Boris Aronson le scenografie. Nel 1966 l'opera è andata in scena al Phoenix Theatre di Londra, con la regia di Peter Wood e un cast che comprendeva Alec Guinness, Anthony Quayle e Nigel Davenport.

## Edizioni italiane
- Incidente a Vichy, traduzione di B. Fonzi, Collezione di teatro n.87, Torino, Einaudi, 1965.